# 小行星8701
小行星8701（英語：8701）是一颗围绕太阳公转的小行星。1993年6月15日，亨利·E·霍爾特在帕洛马山发现了此天体。
这颗小行星的绝对星等为123.8282939798871等。